# سیارک ۲۲۰۷۹
سیارک ۲۲۰۷۹ (به انگلیسی: 22079 Kabinoff، نامگذاری:2000AU151) بیست و دو هزار و هفتاد و نهمین سیارک کشف شده‌است که در ۸ ژانویه ۲۰۰۰ کشف شد.
قدر مطلق سیارک برابر ۲۰.۴ است.